# Зал поющих кариатид
«Зал поющих кариатид» — сатирическая повесть российского писателя Виктора Пелевина. Появилась в печати в 2008 году в составе сборника «П5: прощальные песни политических пигмеев пиндостана».

## Содержание
Главная героиня Лена устраивается на работу в секретный бордель для олигархов, расположенный в бункере под Рублёвкой. Там она и другие девушки должны изображать в одной из комнат отдыха скульптуры кариатид и при этом петь. По желанию клиентов они должны вступать с ними в интимную связь. Девушек гримируют под скульптуры, а для сохранения ими полной неподвижности на достаточно длительный период им вводится препарат «Мантис-Б». Этот препарат изготавливается из богомолов, которые длительное время могут сохранять неподвижность в ожидании жертвы.
В рабочее время под действием препарата у девушек начинаются галлюцинации. Им является богомол, который общается с ними (в особенности с Леной) и рассказывает о смысле жизни. Лена в своих видениях также ощущает себя богомолом и ощущает единение с высшим. У девушки начинается раздвоение сознания: «Там, где Лена была человеком, она была фальшивой каменной бабой, которая несла долгую вахту в одном из вспомогательных помещений подземного дома толерантности. А там, где Лена была богомолом, она была… Вот там она была человеком».
На Лену обращает внимание один из посетителей, олигарх Михаил Ботвинник, с которым она мечтала познакомиться. Она считала, что в любом человеке есть что-то хорошее, «а когда у человека несколько миллиардов долларов, этого хорошего можно найти очень много». Однако богомол видит в олигархе тьму и призывает Лену убить его после спаривания, как это принято у богомолов. По словам богомола, только так она сможет стать частью «солнечного странного мира».
После полового акта Лена под действием двойной дозы «Мантиса-Б» отрывает Михаилу Ботвиннику голову. При этом она видит, как часть запертой в нём великой реки, оказавшаяся «струёй тёмного дыма» уходит вниз в «мрачнобагровое клубящееся пространство». Когда подоспевшая охрана расстреливает Лену, она видит, что из неё самой выходит нечто не «такое же серое и смрадное»: «Оно яркое… Светлое… Чистое… Какая все-таки красота…».

## Особенности
В повести в завуалированном виде упоминаются многие российские медийные персоны. Например, прототипом дяди Пети, отбиравшего девушек на работу в бордель, является Пётр Листерман. «Серый кардинал», инструктирующий девушек перед первым днём работы, очень напоминает Владислава Суркова. Ведущий ток-шоу «Шапки Прочь!» Дроздовец — это ведущий телепередачи «К барьеру!» Владимир Соловьёв, а шансонье Шнурков — это певец Сергей Шнуров.
«Зал поющих кариатид» перекликается с романом Пелевина «Жизнь насекомых» и с «Превращением» Кафки.